# August Schram (Sänger)

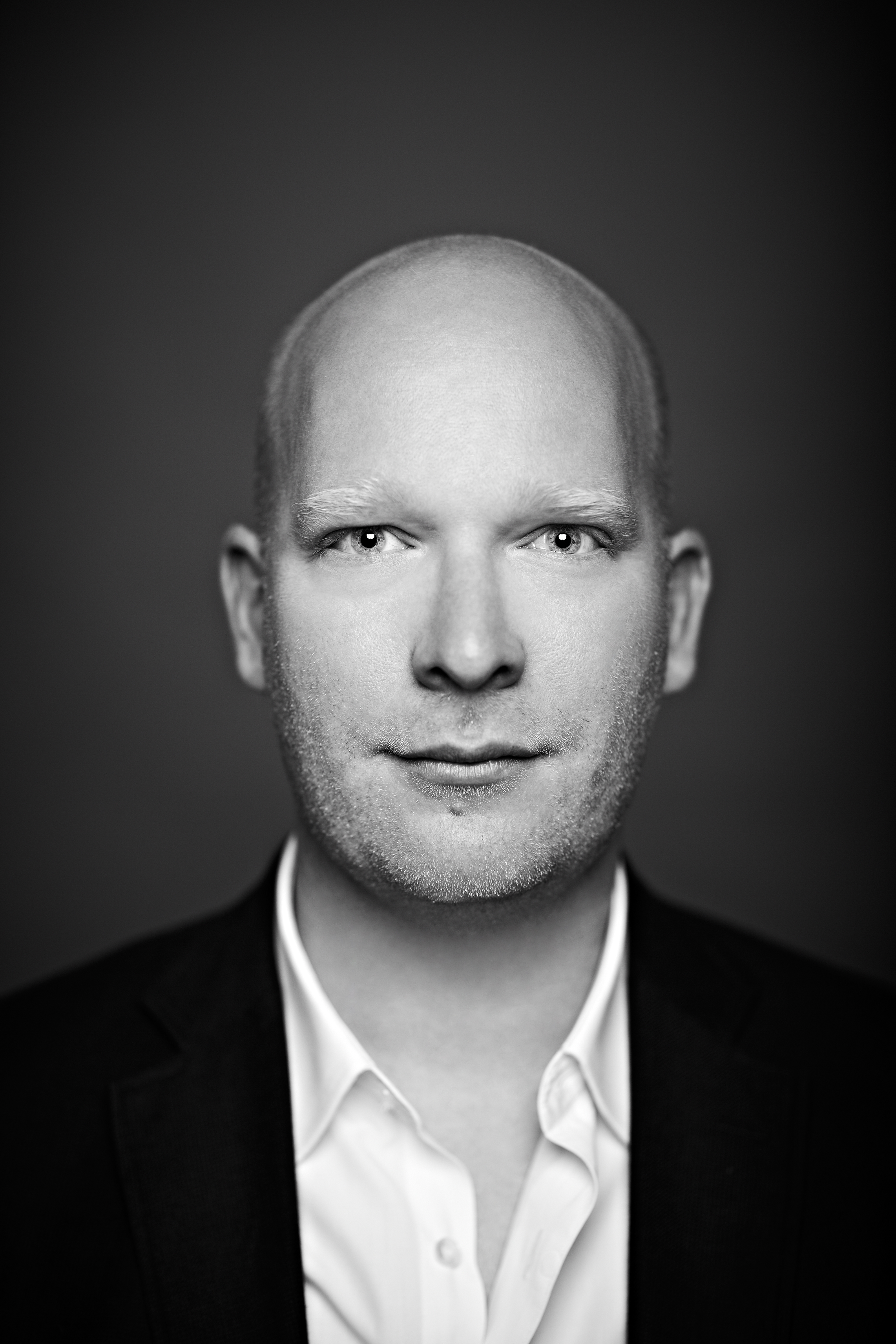
August Schram (2012)

August Johannes Schram (* 22. Dezember 1979 in Luzern) ist ein Schweizer Oratorien- und Opern-Tenor.

## Leben
Schram wuchs in Küssnacht am Rigi und in Zürich auf, wo er Mitglied und später Solist der Zürcher Sängerknaben wurde. Ab 2002 studiert er an der Hochschule für Musik und Theater Rostock.
Sein erstes Engagement führte ihn 2007 für die Uraufführung von Lothar Hensels Pamina lebt an das Mittelsächsische Theater in Freiberg/Sachsen. Danach folgte ein Festengagement am Stadttheater Gießen. Neben Oratorienkonzerten im deutschsprachigen Raum folgten Engagements bei den Tiroler Festspielen Erl, an der Neuköllner Oper Berlin und dem Hamburger Alleetheater. Seine künstlerischen Schwerpunkte liegen bei Oper, Oratorium, Film und Theater.

## Film
- 2009, Darsteller, Sänger und Produzent: Kurzfilm Der Doppelgänger,  basierend auf dem gleichnamigen Lied von Heinrich Heine und Franz Schubert (Regie: Stephanie Winter). Preisträger beim Busan International Short Film Festival
- 2011, Associate Producer: Dokumentarfilm Login 2 Life,  (Regie: Daniel Moshel), Sonderpreis des Kleinen Fernsehspiels des ZDF
- 2012, Darsteller, Sänger und Produzent: Musikvideo MeTube nach Habanera, Bizets Carmen. Auszeichnungen: Deutscher Webvideopreis 2013 in der Kategorie 'Epic'